# Miskolci Akadémiai Bizottság

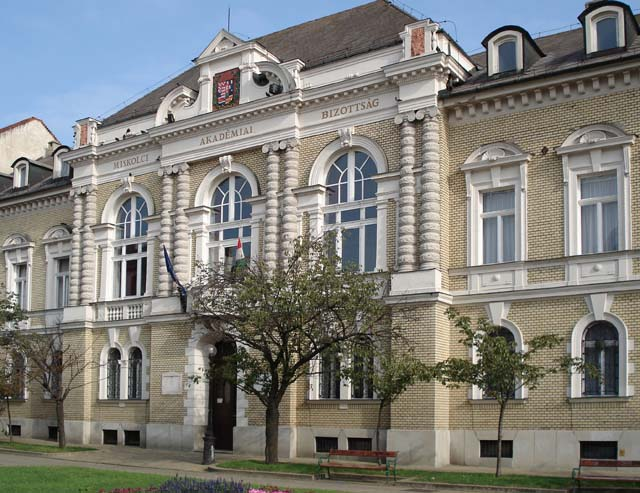
A MAB-székház az Erzsébet téren

A Miskolci Akadémiai Bizottság (röviden: MAB, hivatalosan: a Magyar Tudományos Akadémia Miskolci Területi Bizottsága) 1979-ben jött létre. Az Akadémia a területi elképzelései értelmében öt régiót határozott meg a tudományos tevékenység hatékonyságának javítása céljából, és Szegeden, Pécsett, Veszprémben és Debrecenben hoztak létre területi bizottságokat, majd ezt követte a miskolci. A MAB három megye (Borsod-Abaúj-Zemplén, Heves és Nógrád) tudományos közösségét, közéletét fogja össze, konferenciákat, szemináriumokat, tanácskozásokat rendez, és részt vállal a régió tudományos és szakmai életének alakításában. A MAB elsősorban a Miskolci Egyetem tudományos tevékenységére és eredményeire, valamint az ott folyó, egyre szélesebb szakterületeket felölelő oktatási tevékenységre épült.
A MAB Miskolcon, az Erzsébet téren lévő székházában működik, ahova 1983-ban költözött be. Első elnöke Zambó János akadémikus volt. 2000-ben a MAB támogatásával megalakult a Széchenyi Irodalmi és Művészeti Akadémia (SZIMA) Miskolci Területi Csoportja.
A testület 2010-ben Miskolc városától „Szemere Bertalan közéleti díj”-at kapott.

## Létrejötte

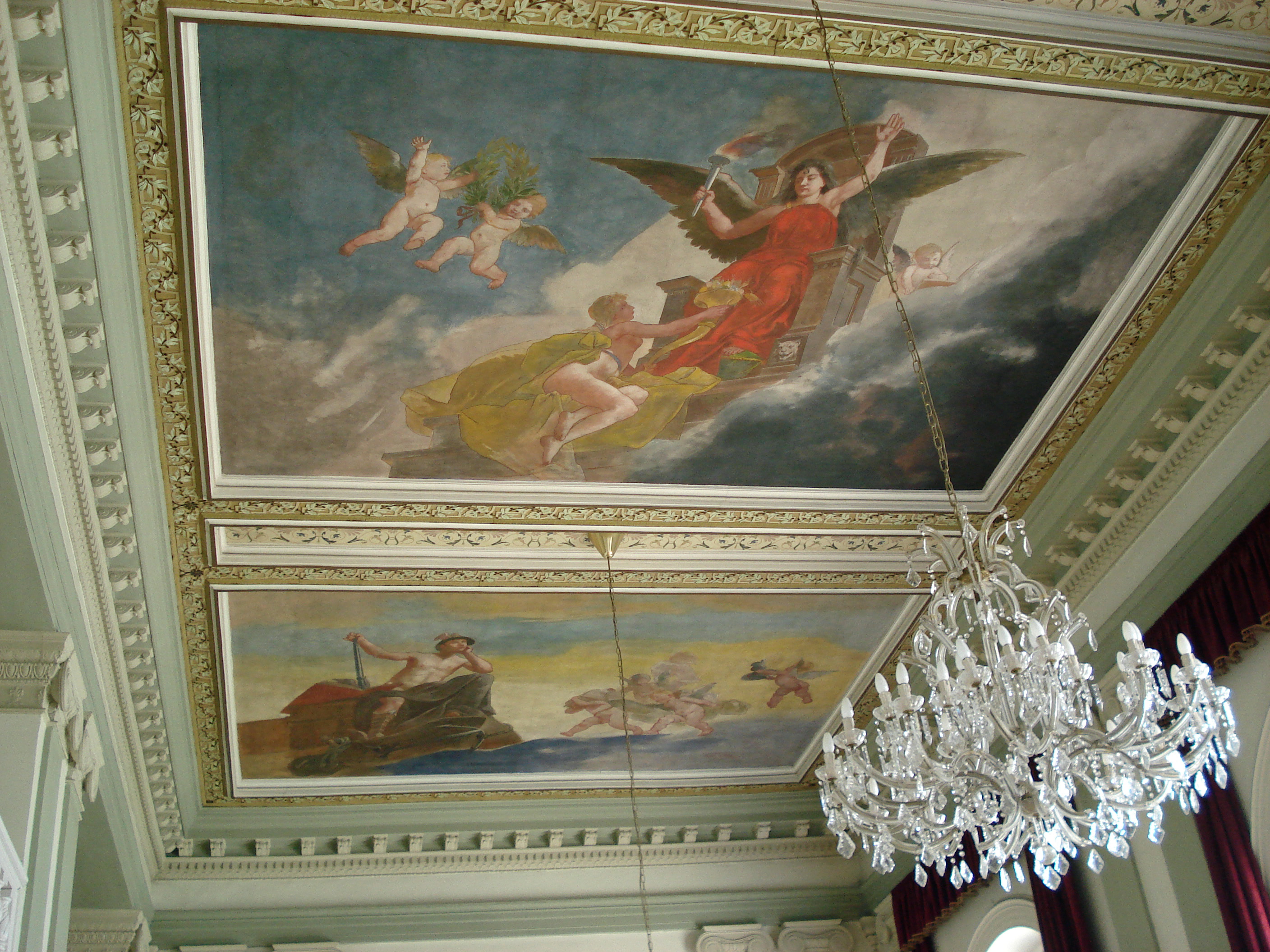
A nagyterem mennyezeti freskója (Nagy Lázár műve)

A Miskolci Akadémiai Bizottság 1979-ben alakult. Az intézményt az MTA hozta létre Borsod-Abaúj-Zemplén, Heves és Nógrád megyékre kiterjedő működési területtel. Az alakuló ülés 1979. november 30-án volt a Nehézipari Műszaki Egyetemen. A MAB megalakulása abba a – Akadémiai elképzelések szerinti – vonalba illeszkedett, aminek a célja a tudományos élet kiterjesztése, decentralizálása és a nem budapesti kutatóhelyek és kutatók összefogása volt. Ennek első lépéseiként Szegeden, Pécsett, Veszprémben és Debrecenben hoztak létre területi bizottságokat, és ezt követte a miskolci. A területi bizottságok független tudományos testületek, székházzal rendelkeznek, amelyek alkalmas tudományos konferenciák és tanácskozások megtartására, valamint a klubélet szervezésére. Addig azonban, amíg a MAB székháza el nem készült, a testület a Miskolci Egyetemen működött. Első elnöke Zambó János akadémikus volt.
2000 márciusában – elsőként és azóta is egyedülállóan – létrejött a Széchenyi Irodalmi és Művészeti Akadémia (SZIMA) Miskolci Területi Csoportja. Hat alapító tag volt: Bodonyi Csaba építész, Dobrik István művészettörténész, Feledy Gyula grafikusművész, Kabdebó Lóránt irodalomtörténész, Petneky Áron művelődéstörténész és Selmeczi György zeneszerző. Alakulásakor korelnöke Feledy Gyula, ügyvezető elnöke Dobrik István volt.

## Feladatköre, tevékenysége
Az öt területi bizottság évente összevont munkaértekezletet tart, sorra véve az egyes területi bizottságok székhelyeit. Munkásságukról az MTA közgyűlésének kötelesek beszámolni.
A Miskolci Akadémiai Bizottság három megye tudományos közösségét, közéletét fogja össze és szorosan együttműködik a többi területi bizottsággal. A MAB tagjai a régióban tevékenykedő akadémikusok és azok a doktorok, akiket a területen működő doktorok taggá választanak.
A MAB legfontosabb feladatai közé tartozik:
- a működési területén folyó tudományos tevékenység figyelemmel kísérése, segítése,
- a terület tudományos kutatóhelyeinek, tudományos műhelyeinek és az ezeken kívül működő kutatóknak a számon tartása,
- a területén működő akadémikusok és doktorok nyilvántartása,
- szak- és munkabizottságok, szükség szerint alkalmi bizottságok létrehozása,
- tudományos rendezvények szervezése, disszertációk tudományos vitájának és védésének szervezése,
- pályázatok kiírása bizonyos kutatási feladatok megoldására és a legjobbak díjjal jutalmazása,
- kapcsolattartás és együttműködés az MTA szakbizottságaival és az MTA más területi bizottságaival,
- fórum biztosítása, hogy a tudomány művelői kifejthessék véleményüket helyi és országos jelentőségű tudományos kérdésekben,
- részvétel akadémiai döntések, vélemények kialakításában, azok érvényesítésében,
- vélemény kialakítása a terület adott fejlesztési kérdéseiben,
- kapcsolat tartása a megyei és a megyeszékhelyi önkormányzatok vezetőivel.

A MAB munkája – minthogy konkrét kutatási feladatokat nem vállal – szakbizottságokban és az általuk létrehozott munkabizottságokban folyik, és ezek munkájába bevonhatják, és be is vonják a színvonalas és fontos, elméleti és gyakorlati tevékenységet folytató, de tudományos fokozattal nem rendelkező szakembereket is.
A MAB 1979-es alakulásakor nyolc szakbizottságot hozott létre:
- Bányászati szakbizottság,
- Egészségügyi szakbizottság,
- Gépészeti szakbizottság,
- Kohászati szakbizottság,
- Közgazdaságtudományi szakbizottság,
- Mezőgazdasági szakbizottság,
- Társadalomtudományi szakbizottság,
- Vegyészeti szakbizottság.

A szakbizottságok szakterülete felölelte a térség akkori tudományos-gyakorlati tevékenységét, ám a következő években – részben összefüggésben a Miskolci Egyetemen létrejött humán karokkal, intézetekkel – újabb szakbizottságokat kellett alapítani, illetve a meglévők munkáját fel kellett osztani az egyes szakterületek nagysága, összetettsége miatt és a hatékonyabb munkavégzés érdekében. A 2010 elején működő szakbizottságok:
- Állam- és jogtudományi szakbizottság
- Bányászati, föld- és környezettudományi szakbizottság
- Biológiai szakbizottság
- Erdészeti szakbizottság
- Gépészeti szakbizottság
- Anyagtudományi, metallurgiai szakbizottság
- Közgazdaságtudományi szakbizottság
- Matematikai-fizikai szakbizottság
- Mezőgazdasági szakbizottság
- Nyelv- és irodalomtudományi szakbizottság
- Orvosi és egészségügyi szakbizottság
- Társadalomelméleti szakbizottság
- Történelemtudományi és néprajzi szakbizottság
- Vegyészeti szakbizottság
- Tudomány- és technikatörténeti szakbizottság

A MAB keretében végzett munkáról az 1981-től évente megjelenő „A Miskolci Akadémiai Bizottság Közleményei” sorozatban számolnak be. 1992-ben alapítványt hoztak létre „A tudomány támogatásáért Észak-Magyarországon” névvel. A Magyar Tudomány Napja alkalmából elismeréseket adnak át az arra érdemeseknek: MAB Emlékérmet (1996-tól), Kitüntető Tudományos Díjakat (1997-től) és Tudományos Díjat fiatal kutatóknak (1998-tól).
Terplán Zénó 1996-ban, elnöki funkciója letelte után úgy értékelte, hogy a MAB-nak „Észak-Magyarország tudományos dolgozóit sikerült úgy összefognia, hogy a terület, és azon belül elsősorban Miskolc város tudományos kultúrája magasabb szintre emelkedett, és a Miskolci Akadémiai Bizottság helyileg és országosan is általános elismerést vívott ki magának.”

## A MAB főbb tisztségviselői
Az alábbi felsorolás a Miskolci Akadémiai Bizottság elnökeit tartalmazza:
| 1979–1990 | Zambó János    |
| 1990–1996 | Terplán Zénó   |
| 1996–2002 | Kozák Imre     |
| 2002–2008 | Páczelt István |
| 2008–2014 | Lakatos István |
| 2014–2020 | Roósz András   |
| 2020–2023 | Kaptay György  |
| 2023–     | Kocsis Károly  |

## Az épület

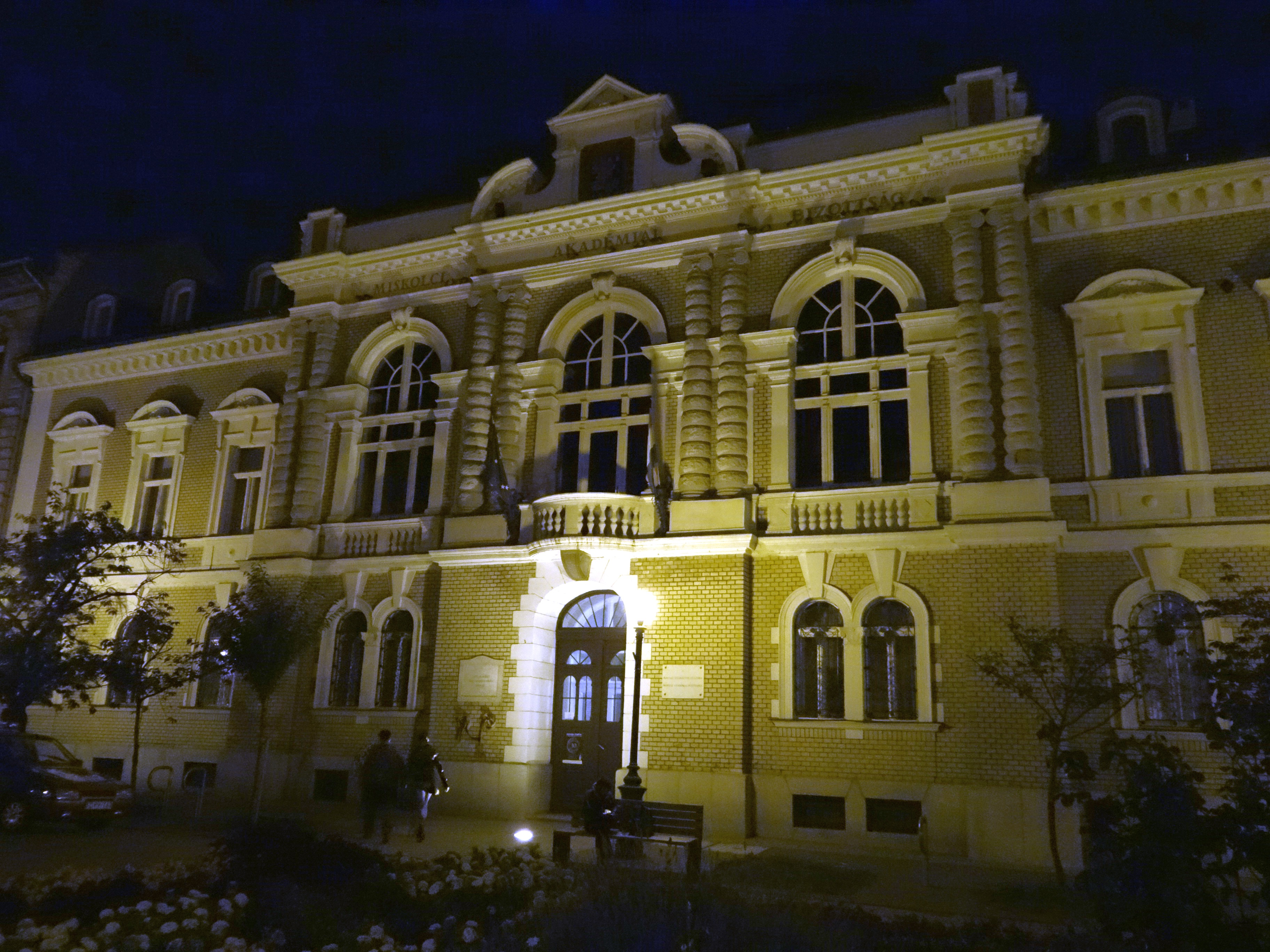
Az épület esti képe

A Miskolci Akadémiai Bizottság Erzsébet téren álló épülete 1896-ra, a millenniumi ünnepségekre készült el, eredetileg a Kereskedelmi és Iparkamara számára. Az 1893-ban kiírt pályázatra hat terv érkezett be, melyek közül a „Baross” jeligéjű nyert, azaz Könyöki Károly és Tamási József terve. A kivitelező két miskolci vállalkozó, Vargity és Bogdán volt. A homlokzatot a francia reneszánsz ismérvei alapján alakították ki, a belső terek kiképzése pedig az olasz reneszánsz szerint készült.
A házat a kereskedelemügyi miniszter avatta fel, hatalmas, már-már túlzónak tűnő ünnepség keretében. Az épület egészen 1948-ig volt a Kamara székháza, ekkor a Megyei Könyvtár kapta meg, majd 1973-tól 1980-ig a Megyei Múzeumigazgatóság (Herman Ottó Múzeum) épülete volt. A múzeum kiköltözése után három évig felújítási, átalakítási munkák folytak, és a MAB 1983-ban foglalhatta el székházát.
A térre néző homlokzatot a 20. század első felében módosították, majd 1945 után felújították. A MAB számára való átalakítás Cifka Anna építész elképzelései szerint valósult meg.

### Leírása

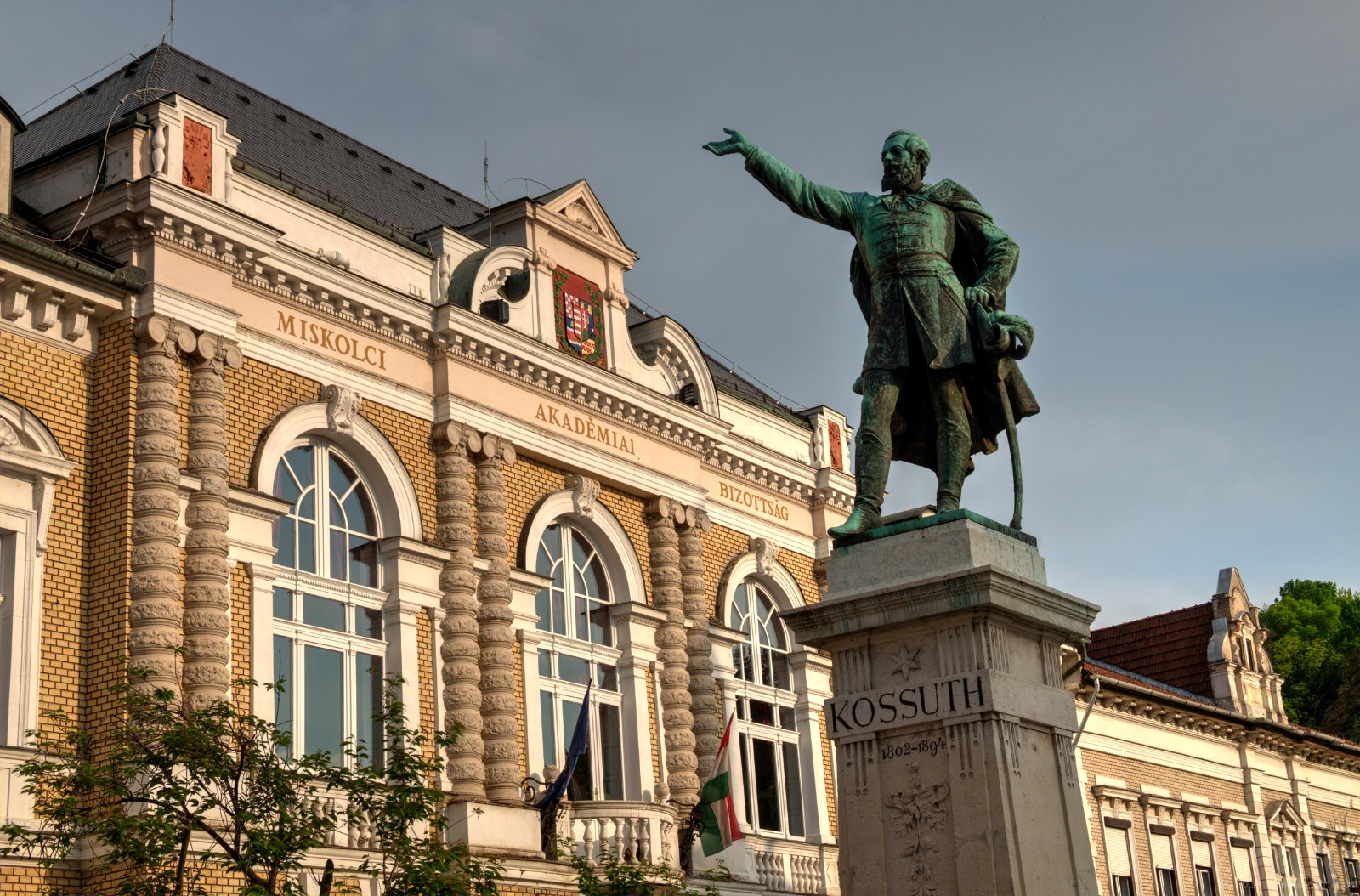
A székház, Kossuth szobrával az előtérben

Az impozáns 3+3+3 tengelyes homlokzat több mint egyharmadát kitöltő középrizalit két oldalán, az oldalszárnyakon a földszinti ablakoknak aklinkertégla falazatból enyhén kiülő félköríves keretelése van, a félkörívekben trapéz alakú záradékkal. Az oldalszárnyak emeleti ablakai egyenes záródásúak, a szemöldökük egyenes vonalú, melyeket szélen konzolok támasztanak alá, középen pedig egy trapéz „zárókő”. A szemöldökelemek felettkagylós motívumokkal díszített körszeletek képezik a lezárást. A homlokzat rizalitjának emeleti sávját négy tükrös oszlopszékre állított, kváderes ion oszloppár tagolja három egyenlő falszakaszra. A falszakaszoknak megfelelően három nagyméretű félköríves záródású, enyhén kiülő keretelésű ablak van, a félkörívekben leveles konzolokkal ellátva. Az ablakok oldalait dór pilaszterek szegélyezik, melyek a párkányt tartanak. A két oldalsó ablak alatt baluszteres mellvéd van. A középső axisban ez a mellvédkorlát erkéllyé alakul, melynek sarkaiban két kehelyszerű, gömbökkel díszített korlátpillér áll. Az erkélyt a kőimitációs kapu zárókövének halpikkelyes konzolja támasztja alá. A mellvédek alatt széles, profilált osztópárkány fut végig. A középrizalit ion oszloppárjai felett párkány húzódik, amely felett újabb párkányzat van, melyek a két szélső és a középső oszloppárok felett és a középsők között is előbbre ugrik a párkány. A két párkány között „MISKOLCI AKADÉMIAI BIZOTTSÁG” felirat áll. A párkányok felett a pártafalat a szélső ion oszlopokkal megegyezően egy-egy baluszterrel keretelt díszes címerpajzs lép előbbre, majd középen a pártafaltól jóval előbbre ugró oromzat van. Az oromzat két szélén a főpárkánnyal megegyező konzolos párkányzatból készített íves díszű, közepén ion törpe-pilaszterekkel határolt címerpajzs található, a pajzs felett kagylós háromszög lezárással.

### Műtárgyak
A földszinten a belépők Varga Éva Oroszlános díszkútjával találkoznak, jobbra és balra a folyosókról vendégszobák nyílnak. A földszinten található Széchenyi István bronz mellszobra, Gulácsy Horváth Zsolt alkotása. Lépcső vezet az első emeletre, és szemben a 120 fős díszterem található. A díszterem falfestményeit Nagy Lázár (1861–1923) készítette és Seres László restaurálta (Hermészt, Héphaisztoszt és Athénét ábrázolja). A díszterem mellett található a Deák-terem, benne Barabás Miklós Deák Ferencről készült egész alakos festménye. A díszterem előtti folyosón jobbra nyílik az elnöki titkárság és az elnöki szoba (benne August Fleischman festménye az idős Széchenyi Istvánról), balra pedig a büfé, ahonnan falépcsőn lehet felmenni a galériára. A díszterem előtt mellszobrokat helyeztek el: Madách Imre szobra Kiss Nagy András alkotása, Mikszáth Kálmán mellszobra Borbás Tibor műve. A pincében kötetlenebb rendezvényeket szoktak tartani, az innen nyíló tükörudvarban Szanyi Péter bronz Életfája áll. A székházban még más műalkotások is találhatók (például Nagy Gy. Margit falikárpitja).

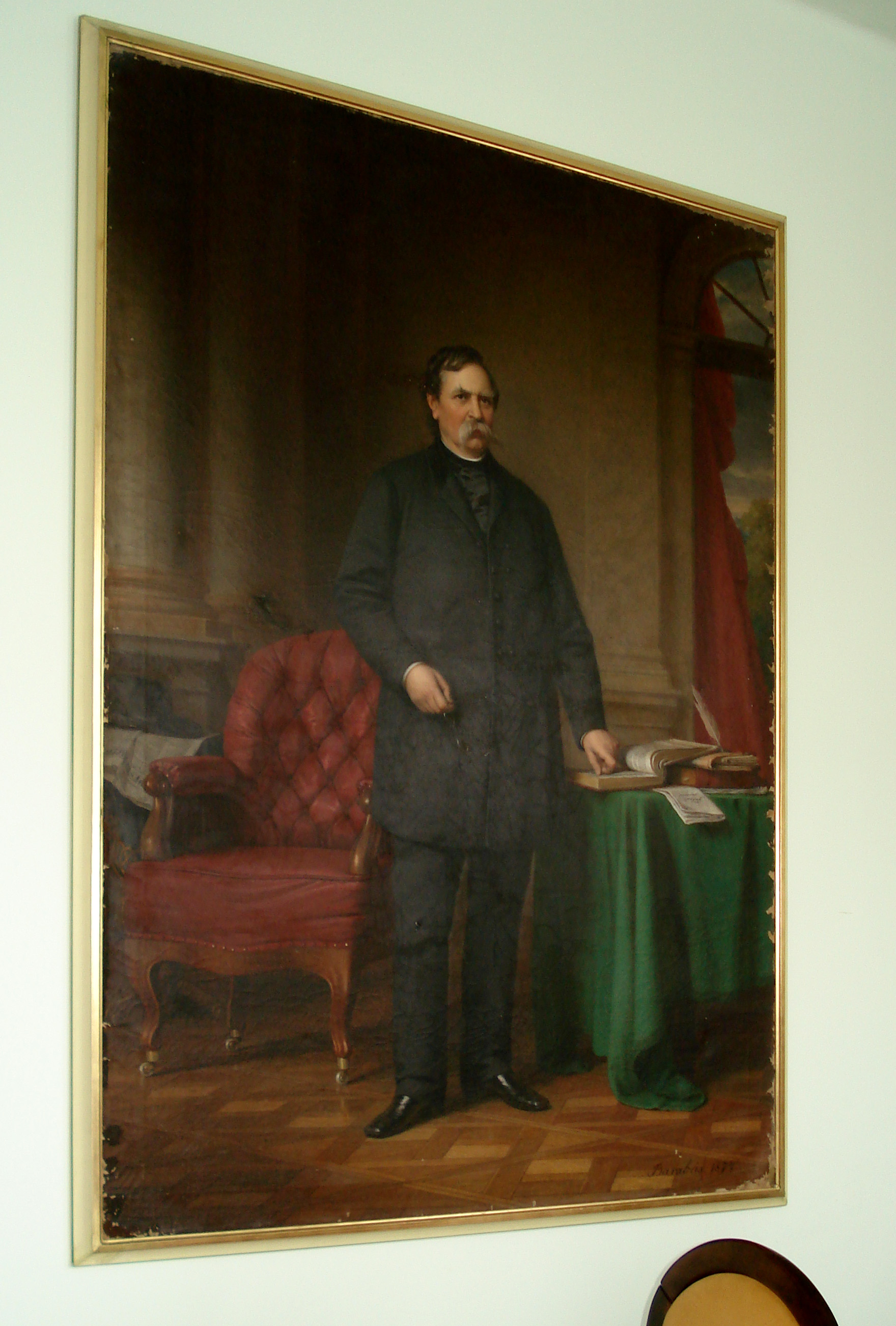
Barabás Miklós: Deák Ferenc. A festmény a Deák-teremben látható
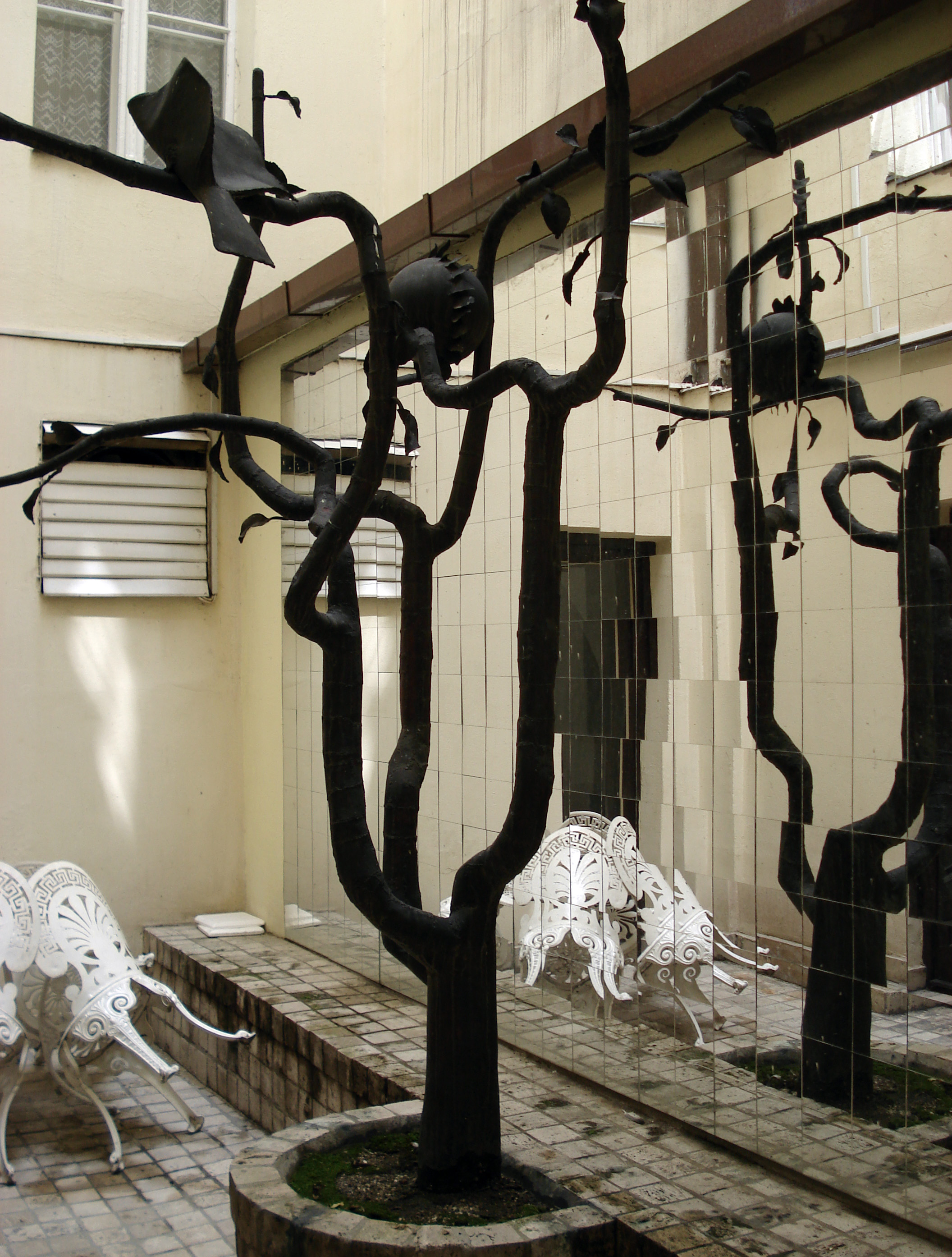
Szanyi Péter Életfa című alkotása a tükörudvarban található
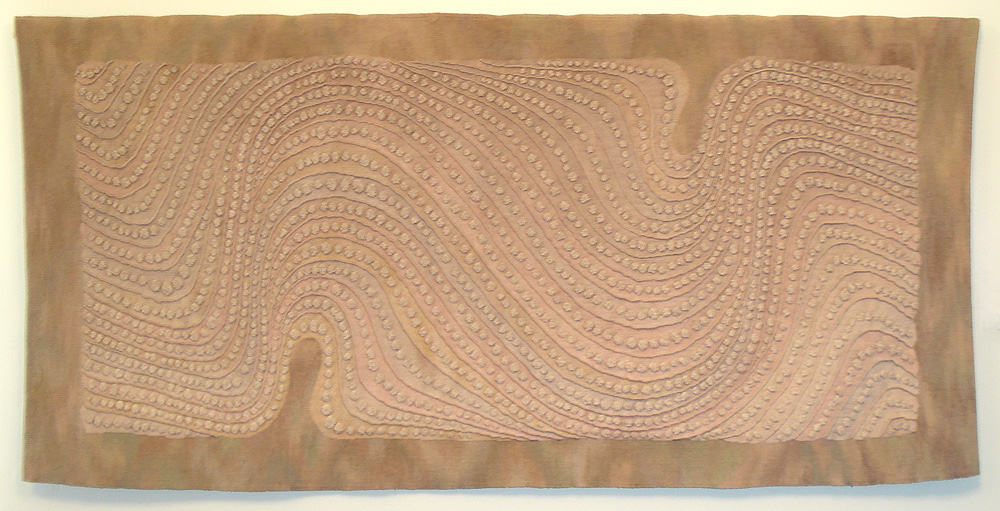
Nagy Gy. Margit gobelinje